# Hydrovatus coracinus
Hydrovatus coracinus är en skalbaggsart som beskrevs av Guignot 1947. Hydrovatus coracinus ingår i släktet Hydrovatus och familjen dykare. Inga underarter finns listade i Catalogue of Life.